# Portanus minor
Portanus minor är en insektsart som beskrevs av Kramer 1964. Portanus minor ingår i släktet Portanus och familjen dvärgstritar. Inga underarter finns listade i Catalogue of Life.